# RNF222
RNF222 (англ. Ring finger protein 222) – білок, який кодується однойменним геном, розташованим у людей на 17-й хромосомі. Довжина поліпептидного ланцюга білка становить 220 амінокислот, а молекулярна маса — 23 767.
| 10         |  | 20         |  | 30         |  | 40         |  | 50         |
| ---------- |  | ---------- |  | ---------- |  | ---------- |  | ---------- |
| MSEGESKDSS |  | GSECPVCYEK |  | FRDLEGASRT |  | LSCGHVFCHD |  | CLVKYLLSTR |
| VDGQVQRTLV |  | CPICRYVTFL |  | SKKSSRWPSM |  | LDKSSQTLAV |  | PVGLPSVPPL |
| DSLGHTNPLA |  | ASSPAWRPPP |  | GQARPPGSPG |  | QSAQLPLDLL |  | PSLPRESQIF |
| VISRHGMPLG |  | EQDSVLPRRS |  | LAELSEASLA |  | PRSARAFCCR |  | SRALLLITLI |
| AVVAVVAAIL |  | PWVLLVRKQA |  |            |  |            |  |            |

A: Аланін

C: Цистеїн

D: Аспарагінова кислота

E: Глутамінова кислота

F: Фенілаланін

G: Гліцин

H: Гістидин

I: Ізолейцин

K: Лізин

L: Лейцин

M: Метіонін

N: Аспарагін

P: Пролін

Q: Глутамін

R: Аргінін

S: Серин

T: Треонін

V: Валін

W: Триптофан

Білок має сайт для зв'язування з іонами металів, іоном цинку. 
Локалізований у мембрані.